# Wu Faxian

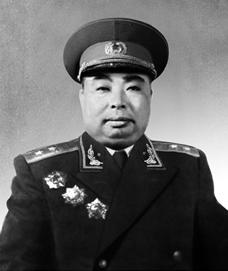
Generalleutnant Wu Faxian (1955)

Wu Faxian (chinesisch 吴法宪; * 25. August 1915 in Yongfeng, Ji’an, Jiangxi; † 17. Oktober 2004 in Jinan, Shandong) war ein chinesischer Politiker der Kommunistischen Partei Chinas (KPCh) und Generalleutnant der Volksbefreiungsarmee, der unter anderem zwischen 1965 und 1971 Kommandeur der Luftstreitkräfte der Volksrepublik China war.

## Leben
Wu Faxian, der 1930 der Roten Armee beitrat, wurde 1930 zugleich Mitglied des Kommunistischen Jugendverbandes Chinas (KJVC) sowie 1932 auch Mitglied der Kommunistischen Partei Chinas (KPCh). Während des am 7. Juli 1937 begonnenen Zweiten Japanisch-Chinesischen Krieges wurde er im Mai 1940 Politoffizier und Leiter der Politischen Abteilung der 5. Abteilung der 8. Armee sowie 1941 Leiter der Politischen Abteilung der 3. Abteilung der Neuen Vierten Armee.  In der zweiten Phase des Chinesischen Bürgerkrieges fungierte er zwischen 1946 und 1949 stellvertretender Politkommissar der Militärregion Liaoxi sowie als Politoffizier der 2. Abteilung der Militärverbände in Nordostchina.
Nach der Gründung der Volksrepublik China am 1. Oktober 1949 wurde Wu Faxian Politoffizier der 39. Korps der Vierten Feldarmee sowie Politoffizier des 4. Korps. Im Mai 1950 wurde er zusammen mit Huang Yongsheng von der Zentralen Militärkommission (ZMK) mit der Organisation des Eingreifens der Volksbefreiungsarmee in bevorstehenden Koreakrieg beauftragt. 1950 wurde er stellvertretender Politkommissar und Leiter der Politischen Abteilung der Luftstreitkräfte der Volksrepublik China. Nach der Einführung von Rängen in der Volksbefreiungsarmee 1955 wurde er zum Generalleutnant ernannt und löste im Februar 1957 General Xiao Hua als Politkommissar der Luftstreitkräfte ab und behielt diese Funktion bis zu seiner Ablösung durch Generalleutnant Yu Lijin im Mai 1965. Er selbst übernahm im Mai 1965 als Nachfolger von General Liu Yalou den Posten als Kommandeur der Luftstreitkräfte der Volksrepublik China und verblieb auf diesem Posten bis September 1971, ehe erst im Mai 1973 General Ma Ning zum neuen Kommandeur ernannt wurde. 1967 wurde er zugleich Stellvertretender Chef des Generalstabes der Volksbefreiungsarmee und bekleidete auch diese Funktion bis 1971. Während der 1966 begonnenen Kulturrevolution verbündete er sich mit Lin Biao, Chen Boda, Qui Huizuo, Ye Qun, Li Zuopeng, Huang Yongsheng und einigen Gleichgesinnten um in verschwörerischer Absicht die Macht in den höchsten Partei- und Staatsgremien zu übernehmen. Auf dem IX. Parteitag der KPCh (1. bis 24. April 1969) erfolgte zudem seine Wahl zum Mitglied des Politbüros der Kommunistischen Partei Chinas sowie zum Mitglied des ZK der KPCh und gehörte diesen Spitzengremien bis zum 30. August 1971 an. Im Juli 1971 entschied sich Mao Zedong dafür, Lin Biao und dessen Generäle, Huang Yongsheng, Qui Huizou, Li Zuopeng und Huang Yongsheng, loszuwerden. Deshalb unternahm dieser vom 15. August bis zum 12. September 1971 eine Reise durch den Süden Chinas, um die Funktionäre auf den Sturz Lin Biaos und seiner Generäle vorzubereiten. Zu einem Eklat kam es bei den Feiern zum 1. Mai auf dem Tian’anmen-Platz, als Lin Biao sich über das Protokoll hinwegsetzte und nur eine Minute erschien, ohne mit Mao und seinen Gästen zu sprechen. Auf diese Weise erfuhr die Öffentlichkeit, dass die Führungsriege uneins war.
Nachdem Lin Biao nach seiner Flucht aus China mit seiner Frau Ye Qun und seinem Sohn Lin Liguo unter ungeklärten Umständen über Öndörchaan in der Mongolei am 13. September 1971 ums Leben kam, wurde Wu Faxian am 24. September 1971 verhaftet und verlor seine Funktionen als Leiter der Allgemeinen Logistikabteilung der Volksbefreiungsarmee und stellvertretender Chef des Generalstabes der Volksbefreiungsarmee sowie als Mitglied des Politbüros und des ZK der KPCh. 1973 wurde er aus der Kommunistischen Partei ausgeschlossen. Erst 1980 kam es in Peking zu einem Prozess gegen die „Konterrevolutionäre Clique“ um Lin Biao, in dessen Verlauf er 1981 von einem Pekinger Sondergericht zu einer Freiheitsstrafe von 17 Jahren verurteilt wurde.